# Дигидроортопериодат натрия
Дигидроортопериода́т на́трия — неорганическое соединение, кислая соль щелочного металла натрия и ортоиодной кислоты с формулой Na3H2IO6, бесцветные кристаллы, плохо растворимые в воде.

## Получение
- Нейтрализация гидроксидом натрия ортоиодной кислоты:

{\displaystyle {\mathsf {H_{5}IO_{6}+3NaOH\ {\xrightarrow {}}\ Na_{3}H_{2}IO_{6}\downarrow +3H_{2}O}}}
- Окисление иода хлором в разбавленном растворе гидроксида натрия:

{\displaystyle {\mathsf {I_{2}+7Cl_{2}+20NaOH\ {\xrightarrow {80^{o}C}}\ 2Na_{3}H_{2}IO_{6}\downarrow +14NaCl+8H_{2}O}}}
- Окисление иодата натрия пероксодисульфатом калия:

{\displaystyle {\mathsf {NaIO_{3}+K_{2}S_{2}O_{6}(O_{2})+4NaOH\ {\xrightarrow {}}\ Na_{3}H_{2}IO_{6}\downarrow +K_{2}SO_{4}+Na_{2}SO_{4}+H_{2}O}}}
- Электролиз щелочного раствора иодата натрия:

{\displaystyle {\mathsf {NaIO_{3}+2NaOH+H_{2}O\ {\xrightarrow {e^{-}}}\ Na_{3}H_{2}IO_{6}\downarrow +H_{2}}}}

## Физические свойства
Дигидроортопериодат натрия образует бесцветные (белые) кристаллы, хорошо растворяется в воде, реагирует с азотной кислотой.

## Химические свойства
- Разлагается при нагревании:

{\displaystyle {\mathsf {2Na_{3}H_{2}IO_{6}\ {\xrightarrow {200-250^{o}C}}\ 2NaIO_{3}+4NaOH+O_{2}}}}
- Реагирует с азотной кислотой в зависимости от температуры:

{\displaystyle {\mathsf {Na_{3}H_{2}IO_{6}+2HNO_{3}\ {\xrightarrow {0-10^{o}C}}\ NaH_{4}IO_{6}+2NaNO_{3}}}}
{\displaystyle {\mathsf {Na_{3}H_{2}IO_{6}+2HNO_{3}\ {\xrightarrow {20^{o}C}}\ NaIO_{4}+2NaNO_{3}+2H_{2}O}}}
{\displaystyle {\mathsf {Na_{3}H_{2}IO_{6}+3HNO_{3}\ {\xrightarrow {60-70^{o}C}}\ H_{5}IO_{6}+3NaNO_{3}}}}
- Реагирует с щелочами:

{\displaystyle {\mathsf {Na_{3}H_{2}IO_{6}+2NaOH\ {\xrightarrow {0-10^{o}C}}\ Na_{5}IO_{6}+2H_{2}O}}}
- Является окислителем:

{\displaystyle {\mathsf {5Na_{3}H_{2}IO_{6}+2MnSO_{4}+3H_{2}SO_{4}\ {\xrightarrow {80^{o}C}}\ 2HMnO_{4}+5NaIO_{3}+5Na_{2}SO_{4}+7H_{2}O}}}

## Применение
- Для качественного анализа углеводов и количественного определения некоторых из них.